# Don Severo
Don Severo fue una revista deportiva editada en Chile en la década de los 30. La redacción de la revista estaba ubicada en Santiago. Su período de publicación se extendió entre el 13 de abril de 1933 y el 9 de febrero de 1935, con un total de 72 números publicados.

## Historia
Autodefiniéndose como el Semanario de Deportes, Cines y Teatros, la revista Don Severo estuvo a cargo de Alejandro Vega, mientras que los redactores firmaban con seudónimos. Entre estos apodos se contaban a Severo, Severín, Severiola y Severiado.
En su primera portada se apreciaba al crack chileno de Vélez Sarsfield, Iván Mayo, junto a la actriz Greta Garbo. También incluyó crónicas sobre las carreras de perros, donde la figura era el can de nombre Alsacia.
Otro hito de Don Severo fue que donó la Copa César Seoane, que se disputó en el primer Campeonato de Apertura 1933, entre los ocho equipos disidentes de la Asociación de Football de Santiago que formaron la liga rentada para disputar el primer campeonato profesional chileno –el predecesor de la actual Primera División- a partir de junio de ese año.
A pesar de publicar en su editorial que “nuestra aspiración es ser El Gráfico chileno”, entró a los archivos a principios de 1935.